# 若林有子
若林 有子（わかばやし ゆうこ、1996年7月1日 - ）は、TBSテレビのアナウンサー。大阪府出身。

## 経歴
大阪府で育ち、小学校を卒業してから高校2年生の時まではニューヨークで家族と共に生活していた。東日本大震災の発災（2011年）に際して日本から報じられる震災関連のニュースに接したことがきっかけで、アナウンサーを志すようになったという。
帰国後、大阪府立茨木高等学校に編入し、高校卒業後、大阪市立大学（現在の大阪公立大学）商学部へ進学した。同大学在学中、『週刊朝日』（2016年9月9日号）の表紙モデルへ起用。また、『第1回夢の種オーディション』（セント・フォースと流通科学大学が共同で開催）に合格したことを機に、セント・フォース関西所属のフリーアナウンサーとして『geeupsprout』（同社が制作するラジオ番組、ラジオ放送：FMサルース、FMしながわ、テレビ放送：イッツコムチャンネル10、YouTube配信：YouTube Live）へ出演した。さらに、毎日放送（TBS系列の準基幹局）報道フロアでのアルバイトを経験しながら、テレビ朝日アスクに通った。
大学卒業後に東上し、2019年4月1日付でアナウンサーとしてTBSテレビへ入社。同期入社のアナウンサーは近藤夏子・篠原梨菜・渡部峻で、同年8月30日にTBSラジオで放送された『ジェーン・スー 生活は踊る』では、TBSグループでの番組デビューを4人揃って果たした。さらに、TBSテレビが同年9月30日から『グッとラック!』（全国ネット向けのワイドショー）を平日の午前に放送することを機に、同番組のアシスタントに抜擢。番組内の定時ニュース（「最新!ニュースラック!」）も担当しながら、2021年3月26日の最終回まで1年半にわたって出演を続けた。
2021年の4月改編から、月・水曜日に『はやドキ!』のサブキャスター、日曜日に『Nスタ』のメインキャスターを担当。報道・スポーツ関連の取材に携わった一方で、放送上は『はやドキ!』終了の翌日（2021年10月1日）から『中居正広の金曜日のスマイルたちへ』でスタジオ進行を務めている。
2023年の10月改編からは、報道系の番組を離れる一方で、山本里菜（TBSテレビを同月で退社）や野村彩也子（後輩アナウンサー）がレギュラーで出演していた情報・バラエティ系番組の担当を相次いで継承。同年11月26日には、クイーンズ駅伝のテレビ中継において、スポーツ中継の実況デビューを第2中継所で果たした。

## 人物
YouTubeの動画に多数出演。特技は英語でTOEIC 890点。
中・高時代の4年半、アメリカ・ニューヨークの現地学校に通学。
イチゴ好き。甘いものが大好きで、学生時代はチョコレートショップとケーキ屋でアルバイトをした。麺類も好きで、週3で食べている。
趣味は、散歩、ジグソーパズル、脱出ゲーム。
好きな歌手は、テイラー・スウィフトとブルーノ・マーズ。
好きな言葉は中学時代の恩師から教わった「Be yourself」、悩んだ時に自分を奮い立たせてくれる「意思あるところに道あり/Where there's a will, there's a way」。

## 現在の出演番組

### テレビ
- ひるおび（2021年7月 - ） - コーナープレゼンター
  - 月曜日の午後枠担当：2022年4月 - 2023年9月
  - 火曜日の午後枠担当：2021年10月 - 2022年3月／2023年10月 -
  - 水曜日の午前枠担当：2021年7月 - 2024年12月
  - 水曜日の午後枠担当：2025年1月 -
  - 木曜日の午前枠担当：2021年10月 -
  - 金曜日の午後枠担当：2021年10月 - 2023年9月
- サンデージャポン（2022年4月 - ） - リポーター
- スポーツ中継（駅伝）
  - 2023年のクイーンズ駅伝中継で実況を担当する前にも、ニューイヤー駅伝の中継に「リポーター」として参加。
- OAを見た後に…語らナイト（2024年4月20日から毎週土曜日の未明に放送中の30分番組） - 不定期で出演
  - TBSテレビが制作している連続ドラマから1つの作品を、同局の現職アナウンサーが1話分鑑賞したうえで、その作品のPRを兼ねて「パジャマトーク」を展開する番組。放送上は、山本恵里伽がナレーションをほぼ毎回担当する一方で、同性のアナウンサーから3名が週替わり（または2週連続）で「パジャマトーク」に参加している。
  - 自身は、『ブラックペアン　シーズン2』を取り上げた2024年7月13日未明放送分（青森テレビとあいテレビで同時ネット）で初出演。先輩の日比麻音子・同期の篠原と「パジャマトーク」に臨んでいたほか、山本に代わってナレーションを任されていた。「パジャマトーク」では、自身がTBSテレビへ入社する前（2018年）に放送されていた『ブラックペアン』（第1シリーズ）のエキストラ公募に両親が応じていたことや、実父と実母が実際に別々のシーンへ出演していたことを明かしている[26]。

以下の番組では、2023年10月に野村彩也子（後輩アナウンサー）から担当を継承。
- 王様のブランチ（2023年10月14日 - ） - 進行
  - 2021年10月から担当している日比と交互に隔週で出演。レギュラー出演を始める前にも、野村が休演していた2023年9月16日・30日放送分で進行役を務めていた。
- よるのブランチ - 進行

### ラジオ
- 安住紳一郎の日曜天国（2021年10月 - 、不定期出演） - 「さばいてにち10」プレゼンター
  - 2023年11月5日放送分では、先輩アナウンサーでもある安住紳一郎が年次休暇を取得したことを受けてパーソナリティを代行。

### YouTube
- GAME × GAME powered by TBS【ガメガメ。】（不定期）
  - 元々は先輩アナウンサーの宇内梨沙がTBSテレビ新規IP開発部内の部署「eスポーツ研究所」の所員として開設したYouTubeチャンネルで、『ゲーム実況はじめました。〜女子アナゲーマー宇内e〜』（2020 - 2021年）→『宇内梨沙/うなポンGAMES』（2022 - 2023年）を経て、2024年から現在のチャンネル名となっている。
  - 若林は『宇内e』時代の2021年からゲスト出演を続けていたが、メインでの出演は『ガメガメ。』改名後の2024年6月22日公開分（安田大サーカス・クロちゃんの自宅で行った、罰ゲームの足ツボを賭けた3番勝負のロケ）が最初。

## 過去の出演番組

### テレビ
- オールスター感謝祭
  - 2019秋（2019年9月28日）
  - 2021春（2021年3月27日）
  - 2021秋 30周年超特別版（2021年10月9日） - ミニマラソン30周年特別レースリポーター
- グッとラック!（2019年9月30日 -2021年3月26日 ） - 月 - 金曜日アシスタント
- イベントGO!（2019年10月 - 2020年3月）- 同期と交代でナビゲーター
- 第39回全日本実業団対抗女子駅伝競走大会（クイーンズ駅伝）（2019年11月24日） - スタート地点呼び込み
- 明石家さんまの爆笑!ご長寿グランプリ2019（2019年12月29日） - ロケ企画「ご長寿と若者 熱海の夜」ゲスト
- 第64回全日本実業団対抗駅伝競走大会（ニューイヤー駅伝）（2020年1月1日） - 中継所リポート・区間賞インタビュー
- 笑いの王者が大集結! ドリーム東西ネタ合戦（2020年1月1日、2021年1月1日、2022年1月1日） - 進行
- TBS春の大改編プレゼン祭（2020年3月29日）
- TBS夏の新番組プレゼン祭（2020年6月27日）
- この差って何ですか?（2020年8月11日） - 川田裕美不在に伴う代役
- スイモクチャンネル（BS放送）（2020年9月 - 2021年7月、不定期出演） - 「アナウンサーのモーニングルーティン」や「45秒で何ができる?」、「女子アナとレトロ自販機食べ放題デート、しない?」といったアナウンサー企画へ随時登場
- 東京VICTORY（2020年11月14日・12月5日） - 両回とも山形純菜不在に伴う代役
- 地球を笑顔にするTV 香川と指原と安住と…SDGsって何だ?SP（2020年11月21日）
- 芸能人・神経衰弱（2021年1月5日） - アシスタント
- 東大王（2021年2月10日） - アナウンサーチーム解答者
- はやドキ!（2021年3月29日 - 2021年9月29日） - 月・水曜日サブキャスター
- サンベイジャポン（2021年4月4日 - 2021年9月、不定期出演）
- 日曜劇場「TOKYO MER〜走る緊急救命室〜」ドラマナビ（2021年7月3日） - ナビゲーター
- ムビきゅん（2021年7月22日） - 内田真礼不在に伴う代役
- WBO世界スーパーフライ級タイトルマッチ　井岡一翔xロドリゲス（2021年9月1日） - スタジオ進行役
- 炎の体育会TV（2021年9月4日） - 堀米雄斗選手へのサプライズ企画進行役
- 令和の正解リアクション（2021年9月11日） - 進行
- 中居正広の金曜日のスマイルたちへ（2021年10月1日 - 2024年12月13日） - 進行
- TBS秋の新番組プレゼン祭（2021年10月3日）
- チョコプラの超ヒット商品研究所（2021年11月7日） - 進行
- ザ・ベストワン（2021年11月12日、2021年11月26日） - 進行
- news23（2021年12月3日） - ロケ、山本恵里伽不在に伴う代役
- 炎の体育会TV（2021年12月4日） - 五輪柔道2連覇大野将平のどっきり企画進行役
- 明日号砲!ニューイヤー駅伝（2021年12月31日） - 大迫傑インタビュー
- 絶景!日本列島初日の出LIVE2022（2022年1月1日） - 中継
- 第66回全日本実業団対抗駅伝競走大会（ニューイヤー駅伝）（2022年1月1日） - 中継所リポート・区間賞インタビュー
- サンデージャポン（2022年1月30日） - ロケ、代役
- TBS女子アナ 癒しの旅〜都心から1時間青梅へエスケープ〜（CS放送、2022年3月19日）
- TBS NEWS（CS放送、2019年10月 - 2022年3月、不定期出演）
- JNN NEWS
  - 日曜日11時台：2021年4月4日 - 2023年9月15日／2024年6月30日・7月14日・7月21日
  - 午前9時台（『グッとラック!』の後継番組である『ラヴィット!』に内包）
    - 隔週木曜日担当：2021年4月8日 - 2021年9月23日
    - 隔週月曜日担当：2021年10月3日 - 2022年3月22日
- Nスタ（2021年4月4日 - 2023年9月15日／2024年6月30日・7月14日・7月21日） - 日曜版メインキャスター
  - 2023年3月までは赤荻歩、以降は出水麻衣（いずれも先輩アナウンサー）と共同で進行。出演期間中の日曜版ではメインキャスターとスポーツキャスターの役割が分かれていて、同期の渡部が後者の役割を担っていた。
  - 2023年10月以降は、渡部がスポーツキャスターとの兼務扱いで、若林のポジションを引き継いでいた。渡部が私生活のトラブルによって2024年6月3日から番組への出演を見合わせていることを受けて、同月30日放送分でメインキャスターを再び担当。30日は出水も休演していたため、実際には出水のポジションを代行する一方で、渡部が5月まで担っていたポジションに古田敬郷が充てられていた。なお、7月以降の放送では、レギュラー出演の期間中と同じく出水と共同で進行。
- 100人の被験者たち（2022年3月31日） - コーナー進行
- アッコにおまかせ!（2022年4月17日） - ロケ
- 月バラナイト『～芸人才能発見バラエティー～蕎麦屋のかつ丼TV』（2022年5月16日、2022年5月23日） - 進行
- 即興プレッシャーSHOW 笑アセろ（2022年7月9日） - コーナー進行
- 月バラナイト『このランキングに意義アリ』（2022年8月8日、2022年8月15日） - 進行
- 佐藤健&千鳥ノブよ!この謎を解いてみろ!（2022年8月8日） - 生放送部分の進行
- モクバラナイト『マッスルドア～ガリガリからの脱出～』（2022年9月1日、2022年9月8日） - 進行
- ニンゲン観察バラエティ モニタリング（2022年9月16日） - コーナー進行
- 報道1930（木曜、BS-TBS、2021年10月 - 2023年3月） - サブキャスター
- 賞金奪い合いネタバトル ソウドリ〜SOUDORI〜（2023年10月24日 - 2024年3月26日） - 「マイ・ササキ」（後輩アナウンサーの佐々木舞音）と共にアシスタントを担当
  - 「リー・ヤマモト」名義で2021年10月から出演していた先輩アナウンサーの山本里菜が、2023年10月31日付でTBSテレビを退社することに伴う担当。歴代のアシスタント（いずれも同局の女性アナウンサー）の通例に沿って、放送上はカタカナの名義を使用しているが、苗字を氏名風に称した名義（「ワカ・バヤシ」）が初めて充てられている。
- ジョブチューン アノ職業のヒミツぶっちゃけます!（2023年10月28日）- 進行
- バース・デイ（2023年12月16日・12月23日） - 「WBC座談会・侍たちが語る世界一の舞台裏!」進行
- 報道特集（2024年6月29日） - スポーツキャスター代理
  - スポーツキャスターと『Nスタ』日曜版のスポーツキャスター→メインキャスターを兼務していた渡部が、前述した事情で2024年6月3日から番組への出演を見合わせていることに伴う措置。『報道特集』は土曜日夕方の生放送番組であるが、同月29日は『王様のブランチ』を日比が進行する日に当たっていた。

#### ドラマ
- クロサギ 第7話 - 第9話（2022年12月2日 - 12月16日）[27] - ひまわり銀行のイメージキャラクター
- 歯無しのグルメ〜噛まずにとろける美味い店〜（2023年1月21日） - ナレーション

### ラジオ
- エンタメExpress（2021年3月3日 - 2021年3月31日、2021年7月8日 - 2021年7月30日） - ナビゲーター
- 伊集院光とらじおと（2021年4月1日・2021年7月15日）- パートナー代理
- マイナビ Laughter Night（2020年4月4日（3日深夜）- 2023年11月25日（24日深夜）） - 第3代ナビゲーター
- 週末ノオト（2021年7月31日） - アシスタント
- Adam by GMO presents ゲージュツ爆発チャンネル！（2022年11月） - ナビゲーター
- 蓮見孝之 まとめて!土曜日（2023年2月4日） - パーソナリティ代理
  - 当時パーソナリティを務めていた蓮見孝之（先輩アナウンサー）の年次休暇取得に伴って、パーソナリティを代行する予定だった赤荻歩（当時『Nスタ』日曜版のキャスターを共同で担当していた先輩アナウンサー）の家族から新型コロナウイルスへの感染者が出たこと[注 1]を受けて、「代打の代打」扱いで急遽担当した。
- TBSラジオプレス（2023年11月6日）
  - 先輩アナウンサーの宇内梨沙がパーソナリティを務める番組で、宇内の後輩アナウンサーからは初めての出演。同月11日に、自身がTBSラジオで担当している『マイナビ Laughter Night』の第9回チャンピオンLIVEの司会進行を務めることから、その告知で出演。
- 週刊自動車批評 小沢コージのCARグルメ（『荻上チキ・Session』月曜分に内包、2024年5月13日 - 10月7日） - パーソナリティ代理
  - 同番組のパーソナリティを小沢コージ（自動車評論家）と共同で担当していた先輩アナウンサーの皆川玲奈が産前産後休暇を取得したため、その間代理を務めた。

### 配信番組
- 競馬予想 丸のりパラビ（2020年3月9日）- 伊東楓不在に伴う代役

## 雑誌・書籍
- 『B.L.T.』（東京ニュース通信社）2019年12月号[28] - 「ANA-LOG」
- 『FLASH』（光文社）2022年7月26日・8月2日号[29] - グラビア

## その他の活動
- デジタル・コンテンツ・オブ・ジ・イヤー'20 / 第26回AMDアワード（2021年4月21日）[30] - 司会
- 大阪公立大学入学式・開学記念式典（2022年4月11日）[31] - 司会
- 神奈川県警小田原警察署一日警察署長（2022年7月2日）[32]